# Vuelta a España 2025
Vuelta a España 2025 er den 80. udgave af Vuelta a España. Den 3.140,0 km lange spanske Grand Tour starter den 23. august 2025 ved Venaria-paladset i den italienske by Venaria Reale nær Torino, og bliver afsluttet 14. september i Madrid.
I starten af december 2024 blev det offentliggjort at løbets fire første etaper skulle have start i den italienske region Piemonte. Det er sjette gang at løbet begynder udenfor Spanien. På 5. etape skal rytterne køre en 20 km lang holdtidskørsel, ligesom 13. etape slutter på den berygtede Alto de l'Angliru.

## Etaperne
| Etape     | Dato     | Start – Mål                                  | type              | Afstand (km) | Elevation (m) | Etapevinder | Førende rytter |
| --------- | -------- | -------------------------------------------- | ----------------- | ------------ | ------------- | ----------- | -------------- |
| 1. etape  | 23. aug. | Venaria-paladset – Novara                    | flad etape        | 186,1        | 1.282 m       |             |                |
| 2. etape  | 24. aug. | Alba – Limone Piemonte                       | flad etape        | 157          | 1.860 m       |             |                |
| 3. etape  | 25. aug. | San Maurizio Canavese – Ceres                | middel bjergetape | 139          | 1.986 m       |             |                |
| 4. etape  | 26. aug. | Susa – Voiron                                | middel bjergetape | 192          | 3.264 m       |             |                |
| 5. etape  | 27. aug. | Figueres – Figueres                          | holdtidskørsel    | 20           | 135 m         |             |                |
| 6. etape  | 28. aug. | Olot – Pal                                   | bjergetape        | 171          | 3.416 m       |             |                |
| 7. etape  | 29. aug. | Andorra la Vella – Cerler                    | bjergetape        | 187          | 4.483 m       |             |                |
| 8. etape  | 30. aug. | Castillo de Monzón – Zaragoza                | flad etape        | 158          |               |             |                |
| 9. etape  | 31. aug. | Alfaro – Valdezcaray                         | kuperet etape     | 195          |               |             |                |
|           | 1. sep.  | Hviledag                                     | Hviledag          |              |               |             |                |
| 10. etape | 2. sep.  | Sendaviva – Larra-Belagua                    | flad etape        | 175,3        | 3.082 m       |             |                |
| 11. etape | 3. sep.  | Bilbao – Bilbao                              | middel bjergetape | 157,4        | 3.185 m       |             |                |
| 12. etape | 4. sep.  | Laredo – Los Corrales de Buelna              | middel bjergetape | 143          |               |             |                |
| 13. etape | 5. sep.  | Cabezón de la Sal – Alto de l'Angliru        | bjergetape        | 202          | 3.985 m       |             |                |
| 14. etape | 6. sep.  | Avilés – Alto de la Farrapona                | bjergetape        | 135          | 4.044 m       |             |                |
| 15. etape | 7. sep.  | A Veiga – Monforte de Lemos                  | middel bjergetape | 167          |               |             |                |
|           | 8. sep.  | Hviledag                                     | Hviledag          |              |               |             |                |
| 16. etape | 9. sep.  | Poio – Mos                                   | middel bjergetape | 172          |               |             |                |
| 17. etape | 10. sep. | O Barco de Valdeorras – Puerto del Morredero | middel bjergetape | 143          |               |             |                |
| 18. etape | 11. sep. | Valladolid – Valladolid                      | enkeltstart       | 26           |               |             |                |
| 19. etape | 12. sep. | Rueda – Guijuelo                             | flad etape        | 159          | 1.369 m       |             |                |
| 20. etape | 13. sep. | Robledo de Chavela – Bola del Mundo          | bjergetape        | 156          | 4.106 m       |             |                |
| 21. etape | 14. sep. | Valdeolmos-Alalpardo – Madrid                | flad etape        | 101          | 836 m         |             |                |

## Trøjernes fordeling gennem løbet
| Etape     |                   |
| --------- | ----------------- |
| 1. etape  | flad etape        |
| 2. etape  | flad etape        |
| 3. etape  | middel bjergetape |
| 4. etape  | middel bjergetape |
| 5. etape  | holdtidskørsel    |
| 6. etape  | bjergetape        |
| 7. etape  | bjergetape        |
| 8. etape  | flad etape        |
| 9. etape  | kuperet etape     |
| 10. etape | flad etape        |
| 11. etape | middel bjergetape |
| 12. etape | middel bjergetape |
| 13. etape | bjergetape        |
| 14. etape | bjergetape        |
| 15. etape | middel bjergetape |
| 16. etape | middel bjergetape |
| 17. etape | middel bjergetape |
| 18. etape | enkeltstart       |
| 19. etape | flad etape        |
| 20. etape | bjergetape        |
| 21. etape | flad etape        |
| Samlet    |                   |

## Resultater

### Samlede stilling
| \| Samlede stilling \| Samlede stilling \| Samlede stilling \| Samlede stilling \| Samlede stilling \| \| Rytter \| Rytter \| Hold \| Tid \| \| \| ---------------- \| ---------------- \| ---------------- \| ---------------- \| ---------------- \| |        |      |     |
| |        |      |     |
| Kilde: ProCyclingStats |        |      |     |
| Samlede stilling |        |      |     |
| Rytter | Rytter | Hold | Tid |

### Pointkonkurrencen
| Pointkonkurrence | Pointkonkurrence | Pointkonkurrence | Pointkonkurrence | Pointkonkurrence |
| Rytter           | Rytter           | Hold             | Point            |                  |
| ---------------- | ---------------- | ---------------- | ---------------- | ---------------- |

### Bjergkonkurrencen
| Bjergkonkurrence | Bjergkonkurrence | Bjergkonkurrence | Bjergkonkurrence | Bjergkonkurrence |
| Rytter           | Rytter           | Hold             | Point            |                  |
| ---------------- | ---------------- | ---------------- | ---------------- | ---------------- |

### Ungdomskonkurrencen
| Ungdomskonkurrence | Ungdomskonkurrence | Ungdomskonkurrence | Ungdomskonkurrence | Ungdomskonkurrence |
| Rytter             | Rytter             | Hold               | Tid                |                    |
| ------------------ | ------------------ | ------------------ | ------------------ | ------------------ |

### Holdkonkurrencen
| Holdkonkurrence | Holdkonkurrence | Holdkonkurrence | Holdkonkurrence |
| Hold            | Hold            | Tid             |                 |
| --------------- | --------------- | --------------- | --------------- |

## Hold
| UCI WorldTeams (18)- Alpecin-Deceuninck - Arkéa-B&B Hotels - Bahrain-Victorious - Cofidis - Decathlon AG2R La Mondiale Team - EF Education-EasyPost - Groupama-FDJ - Ineos Grenadiers - Intermarché-Wanty - Lidl-Trek - Movistar Team - Red Bull-BORA-hansgrohe - Soudal Quick-Step - Team Jayco AlUla - Team Picnic-PostNL - Team Visma \| Lease a Bike - UAE Team Emirates XRG - XDS Astana Team UCI ProTeams (5)- Burgos-Burpellet-BH - Caja Rural-Seguros RGA - Q36.5 Pro Cycling Team - Israel-Premier Tech - Lotto |
| |

### Danske ryttere
| Danske ryttere på startlisten p.t. |                         |                            |           |
| Rygnummer                          | Rytter                  | Hold                       | Placering |
|                                    | Jonas Vingegaard        | Team Visma \| Lease a Bike |           |
|                                    | Mikkel Bjerg            | UAE Team Emirates XRG      |           |
|                                    | Mads Pedersen           | Lidl-Trek                  |           |
|                                    | Søren Kragh Andersen    | Lidl-Trek                  |           |
|                                    | Anders Foldager         | Team Jayco AlUla           |           |
|                                    | Christopher Juul-Jensen | Team Jayco AlUla           |           |
|                                    | Jonas Gregaard          | Lotto                      |           |

* DNF = gennemførte ikke